# Tour de Croatie 2016
La 11e édition du Tour de Croatie a eu lieu du 19 au 24 avril 2016. La course fait partie du calendrier UCI Europe Tour 2016 en catégorie 2.1.
L'épreuve a été remportée par le Croate Matija Kvasina (Synergy Baku Project) qui s'impose 24 secondes devant le Danois Jesper Hansen (Tinkoff) et 32 secondes devant l'Espagnol Víctor de la Parte (CCC Sprandi Polkowice).
L'Italien Giacomo Nizzolo (Trek-Segafredo), vainqueur des première et troisième étapes s'adjuge le classement par points tandis que le lauréat de la quatrième étape, l'Autrichien Riccardo Zoidl (Trek-Segafredo), gagne celui de la montagne. Le Slovène Domen Novak (Adria Mobil) finit meilleur jeune et la formation azerbaïdjanaise Synergy Baku Project termine meilleure équipe.

## Présentation

### Équipes
Classé en catégorie 2.1 de l'UCI Europe Tour, le Tour de Croatie est par conséquent ouvert aux WorldTeams dans la limite de 50 % des équipes participantes, aux équipes continentales professionnelles, aux équipes continentales et aux équipes nationales.
Vingt-et-unes équipes participent à ce Tour de Croatie - cinq WorldTeams, sept équipes continentales professionnelles et neuf équipes continentales :
| UCI WorldTeams  | UCI WorldTeams | UCI WorldTeams |
| Nom de l'équipe | Pays           | Code           |
| --------------- | -------------- | -------------- |
| Astana          | Kazakhstan     | AST            |
| Dimension Data  | Afrique du Sud | DDD            |
| IAM             | Suisse         | IAM            |
| Tinkoff         | Russie         | TNK            |
| Trek-Segafredo  | États-Unis     | TFS            |

| Équipes continentales professionnelles | Équipes continentales professionnelles | Équipes continentales professionnelles |
| Nom de l'équipe                        | Pays                                   | Code                                   |
| -------------------------------------- | -------------------------------------- | -------------------------------------- |
| Androni Giocattoli-Sidermec            | Italie                                 | AND                                    |
| Bardiani CSF                           | Italie                                 | BAR                                    |
| CCC Sprandi Polkowice                  | Pologne                                | CCC                                    |
| Gazprom-RusVelo                        | Russie                                 | GAZ                                    |
| Novo Nordisk                           | États-Unis                             | TNN                                    |
| ONE                                    | Royaume-Uni                            | ONE                                    |
| Verva ActiveJet                        | Pologne                                | VAT                                    |

| Équipes continentales   | Équipes continentales | Équipes continentales |
| Nom de l'équipe         | Pays                  | Code                  |
| ----------------------- | --------------------- | --------------------- |
| Adria Mobil             | Slovénie              | ADR                   |
| Cycling Academy         | Israël                | CAT                   |
| Felbermayr Simplon Wels | Autriche              | RSW                   |
| Join-S-De Rijke         | Pays-Bas              | RIJ                   |
| Meridiana Kamen         | Croatie               | MKT                   |
| Radenska Ljubljana      | Slovénie              | RAR                   |
| Synergy Baku Project    | Azerbaïdjan           | BCP                   |
| Verandas Willems        | Belgique              | VWT                   |
| Wiggins                 | Royaume-Uni           | WGN                   |

## Étapes
| Étape     | Date    | Villes étapes                 | type                         | Distance (km) | Vainqueur d'étape  | Leader du classement général |
| --------- | ------- | ----------------------------- | ---------------------------- | ------------- | ------------------ | ---------------------------- |
| 1re étape | 19 avr. | Osijek – Varaždin             | étape de plaine              | 235           | Giacomo Nizzolo    | Giacomo Nizzolo              |
| 2e étape  | 20 avr. | Osijek – Split                | étape vallonnée              | 240           | Mark Cavendish     | Mark Cavendish               |
| 3e étape  | 21 avr. | Makarska – Šibenik            | étape vallonnée              | 189,8         | Giacomo Nizzolo    | Giacomo Nizzolo              |
| 4e étape  | 22 avr. | Crikvenica – Učka             | étape de montagne            | 156           | Riccardo Zoidl     | Matija Kvasina               |
| 5e étape  | 23 avr. | Poreč – Umag                  | contre-la-montre par équipes | 40,3          | Tinkoff            | Matija Kvasina               |
| 6e étape  | 24 avr. | Sveti Martin na Muri – Zagreb | étape vallonnée              | 177,5         | Sondre Holst Enger | Matija Kvasina               |

## Déroulement de la course

### 1reétape
| Classement de l'étape | Classement de l'étape | Classement de l'étape | Classement de l'étape | Classement de l'étape |
|                       | Coureur               | Pays                  | Équipe                | Temps                 |
| --------------------- | --------------------- | --------------------- | --------------------- | --------------------- |
| 1er                   | Giacomo Nizzolo       | Italie                | Trek-Segafredo        | en 5 h 27 min 47 s    |
| 2e                    | Mark Cavendish        | Royaume-Uni           | Dimension Data        | m.t                   |
| 3e                    | Timothy Dupont        | Belgique              | Verandas Willems      | m.t                   |
| 4e                    | Chris Opie            | Royaume-Uni           | ONE                   | m.t                   |
| 5e                    | Erik Baška            | Slovaquie             | Tinkoff               | m.t                   |
| 6e                    | Coen Vermeltfoort     | Pays-Bas              | Join-S-De Rijke       | m.t                   |
| 7e                    | Nicola Ruffoni        | Italie                | Bardiani CSF          | m.t                   |
| 8e                    | Paweł Franczak        | Pologne               | Verva ActiveJet       | m.t                   |
| 9e                    | Ioánnis Tamourídis    | Grèce                 | Synergy Baku Project  | m.t                   |
| 10e                   | Jure Miskulin         | Slovénie              | Radenska Ljubljana    | m.t                   |
| modifier              |                       |                       |                       |                       |

| Classement général | Classement général | Classement général | Classement général   | Classement général |
|                    | Coureur            | Pays               | Équipe               | Temps              |
| ------------------ | ------------------ | ------------------ | -------------------- | ------------------ |
| 1er                | Giacomo Nizzolo    | Italie             | Trek-Segafredo       | en 5 h 27 min 37 s |
| 2e                 | Mark Cavendish     | Royaume-Uni        | Dimension Data       | + 4 s              |
| 3e                 | Timothy Dupont     | Belgique           | Verandas Willems     | + 6 s              |
| 4e                 | Alexey Kurbatov    | Russie             | Gazprom-RusVelo      | + 9 s              |
| 5e                 | Chris Opie         | Royaume-Uni        | ONE                  | + 10 s             |
| 6e                 | Erik Baška         | Slovaquie          | Tinkoff              | + 10 s             |
| 7e                 | Coen Vermeltfoort  | Pays-Bas           | Join-S-De Rijke      | + 10 s             |
| 8e                 | Nicola Ruffoni     | Italie             | Bardiani CSF         | + 10 s             |
| 9e                 | Paweł Franczak     | Pologne            | Verva ActiveJet      | + 10 s             |
| 10e                | Ioánnis Tamourídis | Grèce              | Synergy Baku Project | + 10 s             |
| modifier           |                    |                    |                      |                    |

### 2eétape
| Classement de l'étape | Classement de l'étape | Classement de l'étape | Classement de l'étape | Classement de l'étape |
|                       | Coureur               | Pays                  | Équipe                | Temps                 |
| --------------------- | --------------------- | --------------------- | --------------------- | --------------------- |
| 1er                   | Mark Cavendish        | Royaume-Uni           | Dimension Data        | en 5 h 32 min 56 s    |
| 2e                    | Giacomo Nizzolo       | Italie                | Trek-Segafredo        | m.t                   |
| 3e                    | Mark Renshaw          | Australie             | Dimension Data        | m.t                   |
| 4e                    | Michal Kolář          | Slovaquie             | Tinkoff               | m.t                   |
| 5e                    | Andrea Guardini       | Italie                | Astana                | m.t                   |
| 6e                    | Roman Maikin          | Russie                | Gazprom-RusVelo       | m.t                   |
| 7e                    | Nicola Ruffoni        | Italie                | Bardiani CSF          | m.t                   |
| 8e                    | Ivan Savitskiy        | Russie                | Gazprom-RusVelo       | m.t                   |
| 9e                    | Timothy Dupont        | Belgique              | Verandas Willems      | m.t                   |
| 10e                   | Karol Domagalski      | Pologne               | ONE                   | m.t                   |
| modifier              |                       |                       |                       |                       |

| Classement général | Classement général | Classement général | Classement général   | Classement général |
|                    | Coureur            | Pays               | Équipe               | Temps              |
| ------------------ | ------------------ | ------------------ | -------------------- | ------------------ |
| 1er                | Mark Cavendish     | Royaume-Uni        | Dimension Data       | en 11 h 0 min 27 s |
| 2e                 | Giacomo Nizzolo    | Italie             | Trek-Segafredo       | + 0 s              |
| 3e                 | Mark Renshaw       | Australie          | Dimension Data       | + 10 s             |
| 4e                 | Timothy Dupont     | Belgique           | Verandas Willems     | + 12 s             |
| 5e                 | Nicola Ruffoni     | Italie             | Bardiani CSF         | + 13 s             |
| 6e                 | Alexey Kurbatov    | Russie             | Gazprom-RusVelo      | + 15 s             |
| 7e                 | Andrea Guardini    | Italie             | Astana               | + 16 s             |
| 8e                 | Ioánnis Tamourídis | Grèce              | Synergy Baku Project | + 16 s             |
| 9e                 | Paweł Franczak     | Pologne            | Verva ActiveJet      | + 16 s             |
| 10e                | Matteo Pelucchi    | Italie             | IAM                  | + 16 s             |
| modifier           |                    |                    |                      |                    |

### 3eétape
| Classement de l'étape | Classement de l'étape | Classement de l'étape | Classement de l'étape       | Classement de l'étape |
|                       | Coureur               | Pays                  | Équipe                      | Temps                 |
| --------------------- | --------------------- | --------------------- | --------------------------- | --------------------- |
| 1er                   | Giacomo Nizzolo       | Italie                | Trek-Segafredo              | en 4 h 35 min 42 s    |
| 2e                    | Timothy Dupont        | Belgique              | Verandas Willems            | m.t                   |
| 3e                    | Matteo Pelucchi       | Italie                | IAM                         | m.t                   |
| 4e                    | Mark Cavendish        | Royaume-Uni           | Dimension Data              | m.t                   |
| 5e                    | Nicola Ruffoni        | Italie                | Bardiani CSF                | m.t                   |
| 6e                    | Roman Maikin          | Russie                | Gazprom-RusVelo             | m.t                   |
| 7e                    | Coen Vermeltfoort     | Pays-Bas              | Join-S-De Rijke             | m.t                   |
| 8e                    | Ioánnis Tamourídis    | Grèce                 | Synergy Baku Project        | m.t                   |
| 9e                    | Paolo Simion          | Italie                | Bardiani CSF                | m.t                   |
| 10e                   | Marco Benfatto        | Italie                | Androni Giocattoli-Sidermec | m.t                   |
| modifier              |                       |                       |                             |                       |

| Classement général | Classement général | Classement général | Classement général   | Classement général  |
|                    | Coureur            | Pays               | Équipe               | Temps               |
| ------------------ | ------------------ | ------------------ | -------------------- | ------------------- |
| 1er                | Giacomo Nizzolo    | Italie             | Trek-Segafredo       | en 15 h 35 min 59 s |
| 2e                 | Mark Cavendish     | Royaume-Uni        | Dimension Data       | + 10 s              |
| 3e                 | Timothy Dupont     | Belgique           | Verandas Willems     | + 16 s              |
| 4e                 | Mark Renshaw       | Australie          | Dimension Data       | + 20 s              |
| 5e                 | Matteo Pelucchi    | Italie             | IAM                  | + 22 s              |
| 6e                 | Nicola Ruffoni     | Italie             | Bardiani CSF         | + 23 s              |
| 7e                 | Alexey Kurbatov    | Russie             | Gazprom-RusVelo      | + 25 s              |
| 8e                 | Ioánnis Tamourídis | Grèce              | Synergy Baku Project | + 26 s              |
| 9e                 | Coen Vermeltfoort  | Pays-Bas           | Join-S-De Rijke      | + 26 s              |
| 10e                | Roman Maikin       | Russie             | Gazprom-RusVelo      | + 26 s              |
| modifier           |                    |                    |                      |                     |

### 4eétape
| Classement de l'étape | Classement de l'étape | Classement de l'étape | Classement de l'étape   | Classement de l'étape |
|                       | Coureur               | Pays                  | Équipe                  | Temps                 |
| --------------------- | --------------------- | --------------------- | ----------------------- | --------------------- |
| 1er                   | Riccardo Zoidl        | Autriche              | Trek-Segafredo          | en 3 h 17 min 4 s     |
| 2e                    | Matija Kvasina        | Croatie               | Synergy Baku Project    | + 28 s                |
| 3e                    | Víctor de la Parte    | Espagne               | CCC Sprandi Polkowice   | + 28 s                |
| 4e                    | Jesper Hansen         | Danemark              | Tinkoff                 | + 34 s                |
| 5e                    | Radoslav Rogina       | Croatie               | Adria Mobil             | + 48 s                |
| 6e                    | Markus Eibegger       | Autriche              | Felbermayr Simplon Wels | + 1 min 4 s           |
| 7e                    | Felix Großschartner   | Autriche              | CCC Sprandi Polkowice   | + 1 min 18 s          |
| 8e                    | Domen Novak           | Slovénie              | Adria Mobil             | + 1 min 21 s          |
| 9e                    | Scott Davies          | Royaume-Uni           | Wiggins                 | + 1 min 35 s          |
| 10e                   | Julián Arredondo      | Colombie              | Trek-Segafredo          | + 1 min 41 s          |
| modifier              |                       |                       |                         |                       |

| Classement général | Classement général  | Classement général | Classement général      | Classement général  |
|                    | Coureur             | Pays               | Équipe                  | Temps               |
| ------------------ | ------------------- | ------------------ | ----------------------- | ------------------- |
| 1er                | Matija Kvasina      | Croatie            | Synergy Baku Project    | en 18 h 53 min 51 s |
| 2e                 | Riccardo Zoidl      | Autriche           | Trek-Segafredo          | + 19 s              |
| 3e                 | Radoslav Rogina     | Croatie            | Adria Mobil             | + 26 s              |
| 4e                 | Víctor de la Parte  | Espagne            | CCC Sprandi Polkowice   | + 53 s              |
| 5e                 | Domen Novak         | Slovénie           | Adria Mobil             | + 57 s              |
| 6e                 | Jesper Hansen       | Danemark           | Tinkoff                 | + 1 min 3 s         |
| 7e                 | Felix Großschartner | Autriche           | CCC Sprandi Polkowice   | + 1 min 16 s        |
| 8e                 | Markus Eibegger     | Autriche           | Felbermayr Simplon Wels | + 1 min 33 s        |
| 9e                 | Scott Davies        | Royaume-Uni        | Wiggins                 | + 2 min 4 s         |
| 10e                | Julián Arredondo    | Colombie           | Trek-Segafredo          | + 2 min 10 s        |
| modifier           |                     |                    |                         |                     |

### 5eétape
| Classement de l'étape | Classement de l'étape | Classement de l'étape | Classement de l'étape |
|                       | Équipe                | Pays                  | Temps                 |
| --------------------- | --------------------- | --------------------- | --------------------- |
| 1re                   | Tinkoff               | Russie                | en 49 min 36 s        |
| 2e                    | Gazprom-RusVelo       | Russie                | + 4 s                 |
| 3e                    | CCC Sprandi Polkowice | Pologne               | + 10 s                |
| 4e                    | Synergy Baku Project  | Azerbaïdjan           | + 31 s                |
| 5e                    | ONE                   | Royaume-Uni           | + 42 s                |
| 6e                    | Verandas Willems      | Belgique              | + 58 s                |
| 7e                    | Join-S-De Rijke       | Pays-Bas              | + 1 min 13 s          |
| 8e                    | Dimension Data        | Afrique du Sud        | + 1 min 19 s          |
| 9e                    | Adria Mobil           | Slovénie              | + 1 min 29 s          |
| 10e                   | Verva ActiveJet       | Pologne               | + 2 min 0 s           |
| modifier              |                       |                       |                       |

| Classement général | Classement général  | Classement général | Classement général      | Classement général  |
|                    | Coureur             | Pays               | Équipe                  | Temps               |
| ------------------ | ------------------- | ------------------ | ----------------------- | ------------------- |
| 1er                | Matija Kvasina      | Croatie            | Synergy Baku Project    | en 19 h 43 min 58 s |
| 2e                 | Jesper Hansen       | Danemark           | Tinkoff                 | + 32 s              |
| 3e                 | Víctor de la Parte  | Espagne            | CCC Sprandi Polkowice   | + 32 s              |
| 4e                 | Felix Großschartner | Autriche           | CCC Sprandi Polkowice   | + 55 s              |
| 5e                 | Radoslav Rogina     | Croatie            | Adria Mobil             | + 1 min 24 s        |
| 6e                 | Domen Novak         | Slovénie           | Adria Mobil             | + 1 min 55 s        |
| 7e                 | Riccardo Zoidl      | Autriche           | Trek-Segafredo          | + 2 min 9 s         |
| 8e                 | Kirill Pozdnyakov   | Russie             | Synergy Baku Project    | + 2 min 19 s        |
| 9e                 | Markus Eibegger     | Autriche           | Felbermayr Simplon Wels | + 3 min 40 s        |
| 10e                | Scott Davies        | Royaume-Uni        | Wiggins                 | + 3 min 46 s        |
| modifier           |                     |                    |                         |                     |

### 6eétape
| Classement de l'étape | Classement de l'étape | Classement de l'étape | Classement de l'étape   | Classement de l'étape |
|                       | Coureur               | Pays                  | Équipe                  | Temps                 |
| --------------------- | --------------------- | --------------------- | ----------------------- | --------------------- |
| 1er                   | Sondre Holst Enger    | Norvège               | IAM                     | en 3 h 45 min 14 s    |
| 2e                    | Edward Theuns         | Belgique              | Trek-Segafredo          | + 0 s                 |
| 3e                    | Timothy Dupont        | Belgique              | Verandas Willems        | + 2 s                 |
| 4e                    | Markus Eibegger       | Autriche              | Felbermayr Simplon Wels | + 3 s                 |
| 5e                    | Laurens De Vreese     | Belgique              | Astana                  | + 3 s                 |
| 6e                    | Brecht Dhaene         | Belgique              | Verandas Willems        | + 5 s                 |
| 7e                    | Jordi Simón           | Espagne               | Verva ActiveJet         | + 5 s                 |
| 8e                    | Nicola Boem           | Italie                | Bardiani CSF            | + 8 s                 |
| 9e                    | Karol Domagalski      | Pologne               | ONE                     | + 9 s                 |
| 10e                   | Coen Vermeltfoort     | Pays-Bas              | Join-S-De Rijke         | + 9 s                 |
| modifier              |                       |                       |                         |                       |

## Classements finals

### Classement général final
| Classement général final | Classement général final | Classement général final | Classement général final | Classement général final |
|                          | Coureur                  | Pays                     | Équipe                   | Temps                    |
| ------------------------ | ------------------------ | ------------------------ | ------------------------ | ------------------------ |
| 1er                      | Matija Kvasina           | Croatie                  | Synergy Baku Project     | en 23 h 29 min 29 s      |
| 2e                       | Jesper Hansen            | Danemark                 | Tinkoff                  | + 24 s                   |
| 3e                       | Víctor de la Parte       | Espagne                  | CCC Sprandi Polkowice    | + 32 s                   |
| 4e                       | Felix Großschartner      | Autriche                 | CCC Sprandi Polkowice    | + 47 s                   |
| 5e                       | Radoslav Rogina          | Croatie                  | Adria Mobil              | + 1 min 16 s             |
| 6e                       | Domen Novak              | Slovénie                 | Adria Mobil              | + 1 min 47 s             |
| 7e                       | Kirill Pozdnyakov        | Russie                   | Synergy Baku Project     | + 2 min 19 s             |
| 8e                       | Markus Eibegger          | Autriche                 | Felbermayr Simplon Wels  | + 3 min 26 s             |
| 9e                       | Scott Davies             | Royaume-Uni              | Wiggins                  | + 3 min 38 s             |
| 10e                      | Riccardo Zoidl           | Autriche                 | Trek-Segafredo           | + 3 min 50 s             |
| modifier                 |                          |                          |                          |                          |

### Classements annexes
| Classement par points | Classement par points | Classement par points | Classement par points | Classement par points |
| --------------------- | --------------------- | --------------------- | --------------------- | --------------------- |
|                       | Coureur               | Pays                  | Équipe                | Point(s)              |
| 1er                   | Giacomo Nizzolo       | Italie                | Trek-Segafredo        | 70 points             |
| 2e                    | Mark Cavendish        | Royaume-Uni           | Dimension Data        | 64 pts                |
| 3e                    | Timothy Dupont        | Belgique              | Verandas Willems      | 59 pts                |
| modifier              |                       |                       |                       |                       |

| Classement de la montagne | Classement de la montagne | Classement de la montagne | Classement de la montagne | Classement de la montagne |
| ------------------------- | ------------------------- | ------------------------- | ------------------------- | ------------------------- |
|                           | Coureur                   | Pays                      | Équipe                    | Point(s)                  |
| 1er                       | Riccardo Zoidl            | Autriche                  | Trek-Segafredo            | 20 points                 |
| 2e                        | Nicola Boem               | Italie                    | Bardiani CSF              | 20 pts                    |
| 3e                        | Artem Ovechkin            | Russie                    | Gazprom-RusVelo           | 19 pts                    |
| modifier                  |                           |                           |                           |                           |

| Classement du meilleur jeune | Classement du meilleur jeune | Classement du meilleur jeune | Classement du meilleur jeune | Classement du meilleur jeune |
|                              | Coureur                      | Pays                         | Équipe                       | Temps                        |
| ---------------------------- | ---------------------------- | ---------------------------- | ---------------------------- | ---------------------------- |
| 1er                          | Domen Novak                  | Slovénie                     | Adria Mobil                  | en 23 h 31 min 16 s          |
| 2e                           | Scott Davies                 | Royaume-Uni                  | Wiggins                      | + 1 min 51 s                 |
| 3e                           | Daniel Pearson               | Royaume-Uni                  | Wiggins                      | + 3 min 14 s                 |
| modifier                     |                              |                              |                              |                              |

| Classement par équipes | Classement par équipes | Classement par équipes | Classement par équipes |
|                        | Équipe                 | Pays                   | Temps                  |
| ---------------------- | ---------------------- | ---------------------- | ---------------------- |
| 1re                    | Synergy Baku Project   | Azerbaïdjan            | en 68 h 55 min 59 s    |
| 2e                     | Adria Mobil            | Slovénie               | + 4 min 15 s           |
| 3e                     | CCC Sprandi Polkowice  | Pologne                | + 7 min 10 s           |
| modifier               |                        |                        |                        |

### UCI Europe Tour
Ce Tour de Croatie attribue des points pour l'UCI Europe Tour 2016, y compris aux coureurs faisant partie d'une équipe ayant un label WorldTeam. De plus la course donne le même nombre de points individuellement à tous les coureurs pour le Classement mondial UCI 2016.
| Position           | 1er | 2e | 3e | 4e | 5e | 6e | 7e | 8e | 9e | 10e | 11e | 12e | 13e à 15e | 16e à 25e |
| Classement général | 125 | 85 | 70 | 60 | 50 | 40 | 35 | 30 | 25 | 20  | 15  | 10  | 5         | 3         |
| Par étape          | 14  | 5  | 3  |    |    |    |    |    |    |     |     |     |           |           |
| Leader, par étape  | 3   |    |    |    |    |    |    |    |    |     |     |     |           |           |

| Cycliste             | Équipe                  | Général | Étape | Leader | Total |
| -------------------- | ----------------------- | ------- | ----- | ------ | ----- |
| Matija Kvasina       | Synergy Baku Project    | 125     | 5     | 6      | 136   |
| Jesper Hansen        | Tinkoff                 | 85      | 3,5   | -      | 88,5  |
| Víctor de la Parte   | CCC Sprandi Polkowice   | 70      | 3,75  | -      | 73,75 |
| Felix Großschartner  | CCC Sprandi Polkowice   | 60      | 0,75  | -      | 60,75 |
| Radoslav Rogina      | Adria Mobil             | 50      | -     | -      | 50    |
| Domen Novak          | Adria Mobil             | 40      | -     | -      | 40    |
| Giacomo Nizzolo      | Trek-Segafredo          | -       | 33    | 6      | 39    |
| Kirill Pozdnyakov    | Synergy Baku Project    | 35      | -     | -      | 35    |
| Riccardo Zoidl       | Trek-Segafredo          | 20      | 14    | -      | 34    |
| Markus Eibegger      | Felbermayr Simplon Wels | 30      | -     | -      | 30    |
| Scott Davies         | Wiggins                 | 25      | -     | -      | 25    |
| Mark Cavendish       | Dimension Data          | -       | 19    | 3      | 22    |
| Jordi Simón          | Verva ActiveJet         | 15      | -     | -      | 15    |
| Sondre Holst Enger   | IAM                     | -       | 14    | -      | 14    |
| Timothy Dupont       | Verandas Willems        | -       | 11    | -      | 11    |
| Daniel Pearson       | Wiggins                 | 10      | -     | -      | 10    |
| Jay McCarthy         | Tinkoff                 | 5       | 3,5   | -      | 8,5   |
| Maksym Averin        | Synergy Baku Project    | 5       | -     | -      | 5     |
| Richard Handley      | ONE                     | 5       | -     | -      | 5     |
| Edward Theuns        | Trek-Segafredo          | -       | 5     | -      | 5     |
| Erik Baška           | Tinkoff                 | -       | 3,5   | -      | 3,5   |
| Sérgio Paulinho      | Tinkoff                 | -       | 3,5   | -      | 3,5   |
| Nikolay Trusov       | Tinkoff                 | -       | 3,5   | -      | 3,5   |
| Enrico Barbin        | Bardiani CSF            | 3       | -     | -      | 3     |
| Jetse Bol            | Join-S-De Rijke         | 3       | -     | -      | 3     |
| Robbert de Greef     | Join-S-De Rijke         | 3       | -     | -      | 3     |
| Laurens De Vreese    | Astana                  | 3       | -     | -      | 3     |
| Brecht Dhaene        | Verandas Willems        | 3       | -     | -      | 3     |
| Karol Domagalski     | ONE                     | 3       | -     | -      | 3     |
| Jure Golčer          | Adria Mobil             | 3       | -     | -      | 3     |
| Emanuel Kišerlovski  | Meridiana Kamen         | 3       | -     | -      | 3     |
| James Oram           | ONE                     | 3       | -     | -      | 3     |
| Marko Pavlic         | Cycling Academy         | 3       | -     | -      | 3     |
| Matteo Pelucchi      | IAM                     | -       | 3     | -      | 3     |
| Mark Renshaw         | Dimension Data          | -       | 3     | -      | 3     |
| Alexander Evtushenko | Gazprom-RusVelo         | -       | 1,25  | -      | 1,25  |
| Alexey Kurbatov      | Gazprom-RusVelo         | -       | 1,25  | -      | 1,25  |
| Ivan Savitskiy       | Gazprom-RusVelo         | -       | 1,25  | -      | 1,25  |
| Kirill Sveshnikov    | Gazprom-RusVelo         | -       | 1,25  | -      | 1,25  |
| Josef Černý          | CCC Sprandi Polkowice   | -       | 0,75  | -      | 0,75  |
| Łukasz Owsian        | CCC Sprandi Polkowice   | -       | 0,75  | -      | 0,75  |
| Maciej Paterski      | CCC Sprandi Polkowice   | -       | 0,75  | -      | 0,75  |

## Évolution des classements
| Étape              | Vainqueur          | Classement général | Classement par points | Classement de la montagne | Classement du meilleur jeune | Classement par équipes |
| ------------------ | ------------------ | ------------------ | --------------------- | ------------------------- | ---------------------------- | ---------------------- |
| 1                  | Giacomo Nizzolo    | Giacomo Nizzolo    | Giacomo Nizzolo       | Guillaume Boivin          | Alexey Kurbatov              | Synergy Baku Project   |
| 2                  | Mark Cavendish     | Mark Cavendish     | Mark Cavendish        | Nicola Boem               | Alexey Kurbatov              | Synergy Baku Project   |
| 3                  | Giacomo Nizzolo    | Giacomo Nizzolo    | Giacomo Nizzolo       | Nicola Boem               | Alexey Kurbatov              | Gazprom-RusVelo        |
| 4                  | Riccardo Zoidl     | Matija Kvasina     | Giacomo Nizzolo       | Riccardo Zoidl            | Domen Novak                  | Synergy Baku Project   |
| 5                  | Tinkoff            | Matija Kvasina     | Giacomo Nizzolo       | Riccardo Zoidl            | Domen Novak                  | Synergy Baku Project   |
| 6                  | Sondre Holst Enger | Matija Kvasina     | Giacomo Nizzolo       | Riccardo Zoidl            | Domen Novak                  | Synergy Baku Project   |
| Classements finals | Classements finals | Matija Kvasina     | Giacomo Nizzolo       | Riccardo Zoidl            | Domen Novak                  | Synergy Baku Project   |

## Liste des participants
- Liste de départ complète

| Légende                             | Légende                                                                                                  | Légende                                | Légende                                                                                                  |
| ----------------------------------- | --- | -------------------------------------- | --- |
| Num                                 | Dossard de départ porté par le coureur sur ce Tour de Croatie                                            | Pos                                    | Position finale au classement général                                                                    |
| Leader du classement général        | Indique le vainqueur du classement général                                                               | Leader du classement par points        | Indique le vainqueur du classement par points                                                            |
| Leader du classement de la montagne | Indique le vainqueur du classement de la montagne                                                        | Leader du classement du meilleur jeune | Indique le vainqueur du classement du meilleur jeune                                                     |
|                                     | Indique un maillot de champion national ou mondial, suivi de sa spécialité                               | #                                      | Indique la meilleure équipe                                                                              |
| NP                                  | Indique un coureur qui n'a pas pris le départ d'une étape, suivi du numéro de l'étape où il s'est retiré | AB                                     | Indique un coureur qui n'a pas terminé une étape, suivi du numéro de l'étape où il s'est retiré          |
| HD                                  | Indique un coureur qui a terminé une étape hors des délais, suivi du numéro de l'étape                   | *                                      | Indique un coureur en lice pour le classement du meilleur jeune (coureurs nés après le 1er janvier 1994) |

| CCC Sprandi Polkowice CCC          | CCC Sprandi Polkowice CCC | CCC Sprandi Polkowice CCC |
| ---------------------------------- | ------------------------- | ------------------------- |
| Num                                | Coureur                   | Pos                       |
| 1                                  | Maciej Paterski (POL)     | 34e                       |
| 2                                  | Josef Černý (CZE)         | 104e                      |
| 3                                  | Víctor de la Parte (ESP)  | 3e                        |
| 4                                  | Felix Großschartner (AUT) | 4e                        |
| 5                                  | Adrian Kurek (POL)        | 54e                       |
| 6                                  | Marcin Mrożek (POL)       | 92e                       |
| 7                                  | Łukasz Owsian (POL)       | 36e                       |
| 8                                  | Simone Ponzi (ITA)        | AB-1                      |
| Directeur sportif : Tomasz Brożyna |                           |                           |

| Astana AST                          | Astana AST               | Astana AST |
| ----------------------------------- | ------------------------ | ---------- |
| Num                                 | Coureur                  | Pos        |
| 11                                  | Andrea Guardini (ITA)    | 79e        |
| 12                                  | Maxat Ayazbayev (KAZ)    | AB-6       |
| 13                                  | Laurens De Vreese (BEL)  | 24e        |
| 14                                  | Dmitriy Gruzdev (KAZ)    | 40e        |
| 15                                  | Arman Kamyshev (KAZ)     | AB-6       |
| 16                                  | Dias Omirzakov (KAZ)     | AB-6       |
| 17                                  | Alessandro Vanotti (ITA) | NP-6       |
| 18                                  | Artyom Zakharov (KAZ)    | AB-6       |
| Directeur sportif : Gorazd Štangelj |                          |            |

| Dimension Data DDD                 | Dimension Data DDD               | Dimension Data DDD |
| ---------------------------------- | -------------------------------- | ------------------ |
| Num                                | Coureur                          | Pos                |
| 21                                 | Mark Cavendish (GBR)             | 64e                |
| 22                                 | Nicolas Dougall (RSA)            | 113e               |
| 23                                 | Bernhard Eisel (AUT)             | 119e               |
| 24                                 | Nathan Haas (AUS)                | AB-6               |
| 25                                 | Jacques Janse van Rensburg (RSA) | 43e                |
| 26                                 | Mark Renshaw (AUS)               | 82e                |
| 27                                 | Jay Robert Thomson (RSA)         | 124e               |
| 28                                 |                                  |                    |
| Directeur sportif : Alex Sans Vega |                                  |                    |

| IAM                              | IAM                       | IAM  |
| -------------------------------- | ------------------------- | ---- |
| Num                              | Coureur                   | Pos  |
| 31                               | Marcel Aregger (SUI)      | 77e  |
| 32                               | Jonathan Fumeaux (SUI)    | 27e  |
| 33                               | Sondre Holst Enger (NOR)  | 29e  |
| 34                               | Leigh Howard (AUS)        | 109e |
| 35                               | Pirmin Lang (SUI)         | 93e  |
| 36                               | Simon Pellaud (SUI)       | 126e |
| 37                               | Matteo Pelucchi (ITA)     | HD-4 |
| 38                               | Jonas Van Genechten (BEL) | 74e  |
| Directeur sportif : Lionel Marie |                           |      |

| Tinkoff TNK                    | Tinkoff TNK           | Tinkoff TNK |
| ------------------------------ | --------------------- | ----------- |
| Num                            | Coureur               | Pos         |
| 41                             | Jesper Hansen (DEN)   | 2e          |
| 42                             | Michal Kolář (SVK)    | 111e        |
| 43                             | Jay McCarthy (AUS)    | 13e         |
| 44                             | Erik Baška (SVK)*     | 80e         |
| 45                             | Juraj Sagan (SVK)     | 65e         |
| 46                             | Nikolay Trusov (RUS)  | 63e         |
| 47                             | Sérgio Paulinho (POR) | 55e         |
| 48                             |                       |             |
| Directeur sportif : Ján Valach |                       |             |

| Trek-Segafredo TFS             | Trek-Segafredo TFS     | Trek-Segafredo TFS |
| ------------------------------ | ---------------------- | ------------------ |
| Num                            | Coureur                | Pos                |
| 51                             | Eugenio Alafaci (ITA)  | 83e                |
| 52                             | Julián Arredondo (COL) | AB-6               |
| 53                             | Julien Bernard (FRA)   | AB-6               |
| 54                             | Giacomo Nizzolo (ITA)  | 62e                |
| 55                             | Grégory Rast (SUI)     | 91e                |
| 56                             | Edward Theuns (BEL)    | 56e                |
| 57                             | Boy van Poppel (NED)   | HD-4               |
| 58                             | Riccardo Zoidl (AUT)   | 10e                |
| Directeur sportif : Dirk Demol |                        |                    |

| Verva ActiveJet VAT               | Verva ActiveJet VAT          | Verva ActiveJet VAT |
| --------------------------------- | ---------------------------- | ------------------- |
| Num                               | Coureur                      | Pos                 |
| 61                                | Łukasz Bodnar (POL)          | 117e                |
| 62                                | Paweł Franczak (POL)         | 68e                 |
| 63                                | Adam Stachowiak (POL)        | 70e                 |
| 64                                | Kamil Gradek (POL)           | 90e                 |
| 65                                | Stanislaw Aniolkowski (POL)* | AB-4                |
| 66                                | Jordi Simón (ESP)            | 11e                 |
| 67                                | Jiří Polnický (CZE)          | 45e                 |
| 68                                | Jonas Koch (GER)             | AB-4                |
| Directeur sportif : Piotr Kosmala |                              |                     |

| Androni Giocattoli-Sidermec AND      | Androni Giocattoli-Sidermec AND | Androni Giocattoli-Sidermec AND |
| ------------------------------------ | ------------------------------- | ------------------------------- |
| Num                                  | Coureur                         | Pos                             |
| 71                                   | Marco Bandiera (ITA)            | 122e                            |
| 72                                   | Marco Benfatto (ITA)            | 96e                             |
| 73                                   | Francesco Chicchi (ITA)         | HD-4                            |
| 74                                   | Tiziano Dall'Antonia (ITA)      | 95e                             |
| 75                                   | Alberto Nardin (ITA)            | 72e                             |
| 76                                   | Luca Pacioni (ITA)              | 88e                             |
| 77                                   | Daniele Ratto (ITA)             | 47e                             |
| 78                                   | Davide Viganò (ITA)             | NP-2                            |
| Directeur sportif : Giampaolo Cheula |                                 |                                 |

| Bardiani CSF BAR                    | Bardiani CSF BAR         | Bardiani CSF BAR |
| ----------------------------------- | ------------------------ | ---------------- |
| Num                                 | Coureur                  | Pos              |
| 81                                  | Enrico Barbin (ITA)      | 17e              |
| 82                                  | Paolo Simion (ITA)       | 81e              |
| 83                                  | Mirco Maestri (ITA)      | 41e              |
| 84                                  | Alessandro Tonelli (ITA) | 44e              |
| 85                                  | Nicola Ruffoni (ITA)     | 73e              |
| 86                                  | Nicola Boem (ITA)        | 100e             |
| 87                                  | Luca Sterbini (ITA)      | AB-3             |
| 88                                  |                          |                  |
| Directeur sportif : Stefano Zanatta |                          |                  |

| Novo Nordisk TNN                      | Novo Nordisk TNN         | Novo Nordisk TNN |
| ------------------------------------- | ------------------------ | ---------------- |
| Num                                   | Coureur                  | Pos              |
| 91                                    | Kevin De Mesmaeker (BEL) | 120e             |
| 92                                    | Joonas Henttala (FIN)    | 84e              |
| 93                                    | Nicolas Lefrançois (FRA) | 125e             |
| 94                                    | David Lozano (ESP)       | 37e              |
| 95                                    | Javier Mejías (ESP)      | 69e              |
| 96                                    | Andrea Peron (ITA)       | 75e              |
| 97                                    | Charles Planet (FRA)     | 28e              |
| 98                                    | Martijn Verschoor (NED)  | 110e             |
| Directeur sportif : Massimo Podenzana |                          |                  |

| ONE                                 | ONE                            | ONE  |
| ----------------------------------- | ------------------------------ | ---- |
| Num                                 | Coureur                        | Pos  |
| 101                                 | Yanto Barker (GBR)             | HD-4 |
| 102                                 | Marcin Białobłocki (POL) (Clm) | 118e |
| 103                                 | Karol Domagalski (POL)         | 20e  |
| 104                                 | Richard Handley (GBR)          | 14e  |
| 105                                 | George Harper (GBR)            | HD-4 |
| 106                                 | Joshua Hunt (GBR)              | 123e |
| 107                                 | Chris Opie (GBR)               | HD-4 |
| 108                                 | James Oram (NZL)               | 21e  |
| Directeur sportif : Matthew Winston |                                |      |

| Gazprom-RusVelo GAZ                | Gazprom-RusVelo GAZ        | Gazprom-RusVelo GAZ |
| ---------------------------------- | -------------------------- | ------------------- |
| Num                                | Coureur                    | Pos                 |
| 111                                | Roman Maikin (RUS)         | 53e                 |
| 112                                | Artem Ovechkin (RUS) (Clm) | 87e                 |
| 113                                | Ivan Savitskiy (RUS)       | 32e                 |
| 114                                | Artur Ershov (RUS)         | 86e                 |
| 115                                | Alexey Kurbatov (RUS)*     | 60e                 |
| 116                                | Kirill Sveshnikov (RUS)    | 101e                |
| 117                                | Alexander Evtushenko (RUS) | AB-6                |
| 118                                | Aydar Zakarin (RUS)*       | 52e                 |
| Directeur sportif : Sergueï Klimov |                            |                     |

| Adria Mobil ADR                    | Adria Mobil ADR         | Adria Mobil ADR |
| ---------------------------------- | ----------------------- | --------------- |
| Num                                | Coureur                 | Pos             |
| 121                                | Radoslav Rogina (CRO)   | 5e              |
| 122                                | Jure Golčer (SLO)       | 23e             |
| 123                                | Domen Novak (SLO)*      | 6e              |
| 124                                | Matej Drinovec (SLO)    | 108e            |
| 125                                | Jon Božič (SLO)*        | 105e            |
| 126                                | David Per (SLO)*        | 71e             |
| 127                                | Gašper Katrašnik (SLO)* | 67e             |
| 128                                |                         |                 |
| Directeur sportif : Boštjan Mervar |                         |                 |

| Synergy Baku Project # BCP          | Synergy Baku Project # BCP      | Synergy Baku Project # BCP |
| ----------------------------------- | ------------------------------- | -------------------------- |
| Num                                 | Coureur                         | Pos                        |
| 131                                 | Maksym Averin (AZE) (Route/Clm) | 15e                        |
| 132                                 | Matej Mugerli (SLO)             | 39e                        |
| 133                                 | Matija Kvasina (CRO) (Clm)      | 1er                        |
| 134                                 | Kirill Pozdnyakov (RUS)         | 7e                         |
| 135                                 | Ioánnis Tamourídis (GRE) (Clm)  | 38e                        |
| 136                                 | Samir Jabrayilov (AZE)*         | 89e                        |
| 137                                 | Elchin Asadov (AZE)             | 42e                        |
| 138                                 | Josip Rumac (CRO)*              | 121e                       |
| Directeur sportif : Andrej Hauptman |                                 |                            |

| Cycling Academy CAT                | Cycling Academy CAT            | Cycling Academy CAT |
| ---------------------------------- | ------------------------------ | ------------------- |
| Num                                | Coureur                        | Pos                 |
| 141                                | Guillaume Boivin (CAN) (Route) | 76e                 |
| 142                                | Chris Butler (USA)             | NP-6                |
| 143                                | Marko Pavlic (SLO)             | 19e                 |
| 144                                | Emanuel Piaskowy (POL)         | AB-6                |
| 145                                | Mihkel Räim (EST)              | HD-4                |
| 146                                | Guy Sagiv (ISR)* (Route)       | HD-4                |
| 147                                | Daniel Turek (CZE)             | AB-6                |
| 148                                | Aviv Yechezkel (ISR)*          | 115e                |
| Directeur sportif : Nicki Sørensen |                                |                     |

| Join-S-De Rijke RIJ                  | Join-S-De Rijke RIJ      | Join-S-De Rijke RIJ |
| ------------------------------------ | ------------------------ | ------------------- |
| Num                                  | Coureur                  | Pos                 |
| 151                                  | Coen Vermeltfoort (NED)  | 58e                 |
| 152                                  | Taco van der Hoorn (NED) | 99e                 |
| 153                                  | Daan Meijers (NED)       | 98e                 |
| 154                                  | Jetse Bol (NED)          | 22e                 |
| 155                                  | Luuc Bugter (NED)        | 78e                 |
| 156                                  | Wouter Mol (NED)         | 50e                 |
| 157                                  | Robbert de Greef (NED)   | 25e                 |
| 158                                  |                          |                     |
| Directeur sportif : Bennie Lambregts |                          |                     |

| Meridiana Kamen MKT                | Meridiana Kamen MKT               | Meridiana Kamen MKT |
| ---------------------------------- | --------------------------------- | ------------------- |
| Num                                | Coureur                           | Pos                 |
| 161                                | Emanuel Kišerlovski (CRO) (Route) | 18e                 |
| 162                                | Elia Favilli (ITA)                | 59e                 |
| 163                                | Davide Mucelli (ITA)              | 26e                 |
| 164                                | Antonio Santoro (ITA)             | 30e                 |
| 165                                | Michele Viola (ITA)               | 61e                 |
| 166                                | Uroš Repše (SLO)                  | NP-6                |
| 167                                | Mateo Franković (CRO)*            | NP-1                |
| 168                                | David Jabuka (CRO)*               | 114e                |
| Directeur sportif : Vinko Polončič |                                   |                     |

| Radenska Ljubljana RAR           | Radenska Ljubljana RAR | Radenska Ljubljana RAR |
| -------------------------------- | ---------------------- | ---------------------- |
| Num                              | Coureur                | Pos                    |
| 171                              | Bruno Maltar (CRO)*    | 46e                    |
| 172                              | Rok Korošec (SLO)      | 116e                   |
| 173                              | Robert Jenko (SLO)     | 102e                   |
| 174                              | Izidor Penko (SLO)*    | 33e                    |
| 175                              | Žiga Ručigaj (SLO)*    | 48e                    |
| 176                              | Tilen Finkšt (SLO)*    | 85e                    |
| 177                              | Jure Miskulin (SLO)*   | HD-4                   |
| 178                              |                        |                        |
| Directeur sportif : Marko Polanc |                        |                        |

| Felbermayr Simplon Wels RSW       | Felbermayr Simplon Wels RSW | Felbermayr Simplon Wels RSW |
| --------------------------------- | --------------------------- | --------------------------- |
| Num                               | Coureur                     | Pos                         |
| 181                               | Stephan Rabitsch (AUT)      | NP-6                        |
| 182                               | Markus Eibegger (AUT)       | 8e                          |
| 183                               | James McLaughlin (GBR)      | NP-5                        |
| 184                               | Daniel Biedermann (AUT)     | AB-6                        |
| 185                               | Daniel Schorn (AUT)         | 57e                         |
| 186                               | Johannes Schinnagel (GER)*  | 103e                        |
| 187                               | Lukas Zeller (AUT)*         | AB-4                        |
| 188                               | Andreas Walzel (AUT)*       | NP-6                        |
| Directeur sportif : Harald Wisiak |                             |                             |

| Wiggins WGN                      | Wiggins WGN           | Wiggins WGN |
| -------------------------------- | --------------------- | ----------- |
| Num                              | Coureur               | Pos         |
| 191                              | Mark Christian (GBR)  | 49e         |
| 192                              | Andrew Tennant (GBR)  | 94e         |
| 193                              | Owain Doull (GBR)     | AB-2        |
| 194                              | Liam Holohan (GBR)    | 31e         |
| 195                              | Samuel Lowe (GBR)*    | HD-4        |
| 196                              | Daniel Pearson (GBR)* | 12e         |
| 197                              | Daniel Patten (GBR)   | AB-6        |
| 198                              | Scott Davies (GBR)*   | 9e          |
| Directeur sportif : David McCann |                       |             |

| Verandas Willems VWT               | Verandas Willems VWT        | Verandas Willems VWT |
| ---------------------------------- | --------------------------- | -------------------- |
| Num                                | Coureur                     | Pos                  |
| 201                                | Timothy Dupont (BEL)        | 51e                  |
| 202                                | Joeri Calleeuw (BEL)        | 107e                 |
| 203                                | Sander Cordeel (BEL)        | 35e                  |
| 204                                | Brecht Dhaene (BEL)         | 16e                  |
| 205                                | Jan Ghyselinck (BEL)        | 106e                 |
| 206                                | Aidis Kruopis (LTU) (Route) | 112e                 |
| 207                                | Elias Van Breussegem (BEL)  | 97e                  |
| 208                                | Stef Van Zummeren (BEL)     | 66e                  |
| Directeur sportif : Sammie Moreels |                             |                      |